# Cá bống đầu bò

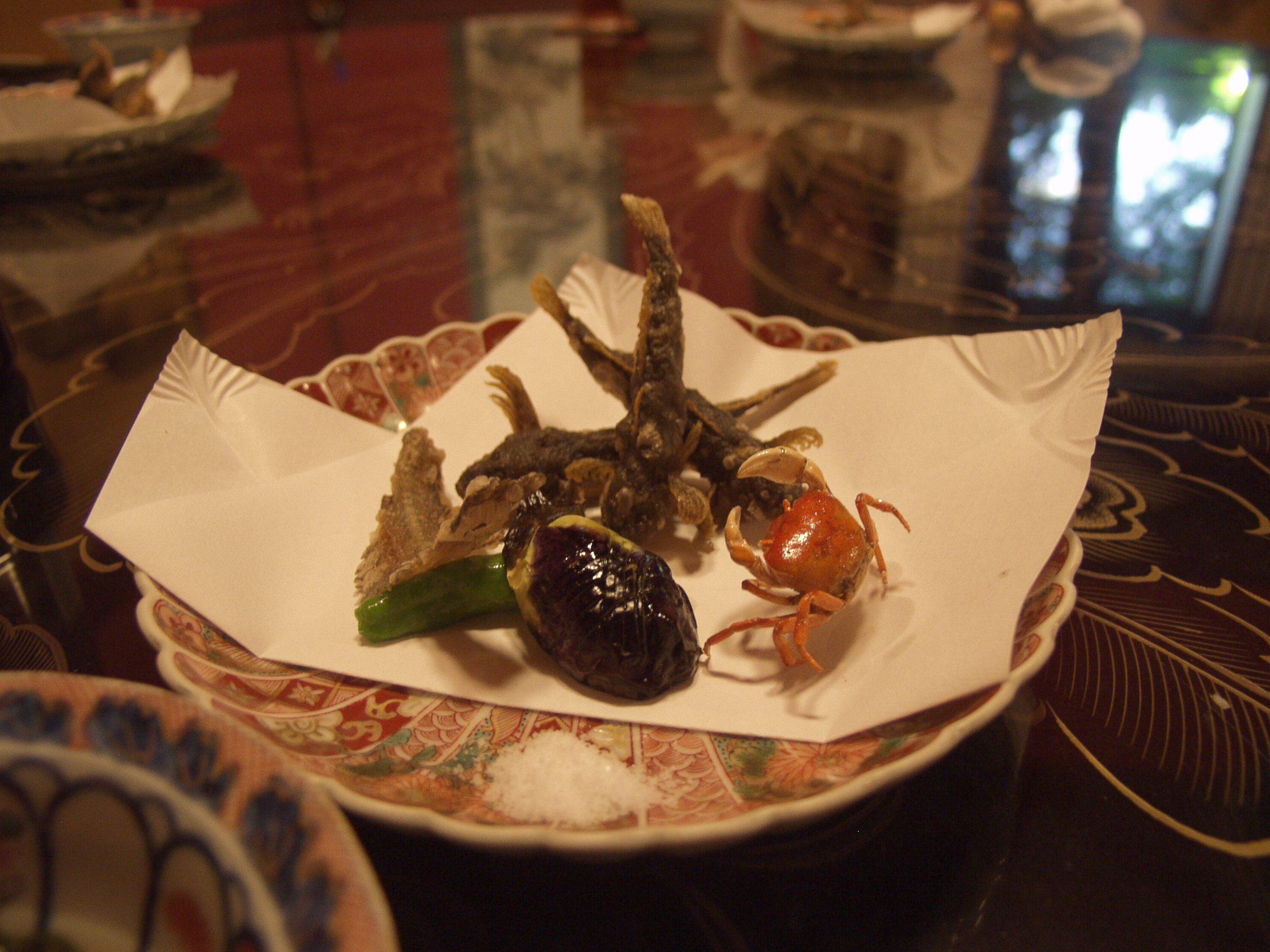
Món cá Cottus gobio chiên

Cá bống đầu bò (tên khoa học Cottus gobio) là một loài cá nước ngọt ở châu Âu, chủ yếu là ở các sông. Nó là một thành viên của họ Cottidae.